# Halagatti, Ramdurg
Halagatti là một làng thuộc tehsil Ramdurg, huyện Belgaum, bang Karnataka, Ấn Độ.